# Husův sbor (Náměšť nad Oslavou)
Husův sbor vikariátu Vysočina Brněnské diecéze Církve československé husitské  v Náměšti nad Oslavou se nachází na vyvýšeném místě na východní straně města. Budova Husova sboru je volně stojící funkcionalistickou stavbou s kolumbáriem v přízemí půlkruhového závěru. Sbor stojí na obdélníkovém půdorysu, budova má vysokou štíhlou věž s zakončením dvěma horizontálními pásy žaluzií a plochou střechu. Kostel je chráněn jako kulturní památka České republiky.

## Historie
Sbor byl postaven v roce 1939, architektem budovy byl Miroslav Jiránek. Základní kámen budovy pochází z Kozího hrádku u Tábora. V padesátých letech 20. století byla znovuotevřena obec Církve československé husitské v Náměšti.